# Chenopodium album
Espèce
Statut de conservation UICN

 LC  : Préoccupation mineure

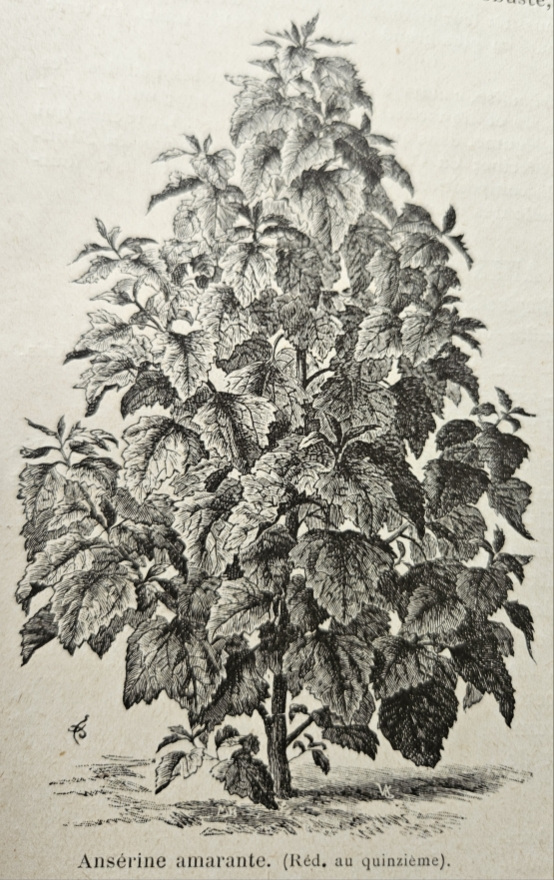
Illustration de l'ansérine blanche (Chenopodium album) dans Les plantes potagères Vilmorin 1925

Le chénopode blanc (Chenopodium album L.), ou ansérine blanche, est une espèce de plantes annuelles de la famille des Amaranthaceae, l'une des environ 250 espèces du genre Chenopodium qui doit son nom à ses feuilles (d'un vert blanchâtre) en forme de patte d'oie. C'est une plante pionnière et nitrophile fréquente dans les lieux anthropisés (cultivés notamment ou fraichement perturbés). Originaire de l'ouest de l'Asie, elle est naturalisée dans une grande partie de l'Europe, du Moyen-Orient et d'Afrique du Nord et récemment introduite dans d'autres régions ou continents (Australie). Cultivée dans divers pays du monde,, elle a des vertus médicinales et une haute valeur alimentaire.

## Étymologie, dénominations
- Nom scientifique valide : Chenopodium album  L., 1753[7]. Le nom de genre vient du grec χήν / khḗn, « oie », et πούς / poús, au génitif ποδός / podós, « pied » : feuilles en forme de patte d'oie ; et le nom d'espèce album évoque la couleur blanche en latin.
- Noms vulgaires (vulgarisation scientifique) recommandés ou typiques en français : chénopode blanc, ou ansérine blanche[8],[9].
- Autres noms vulgaires ou noms vernaculaires (langage courant), pouvant désigner éventuellement d'autres espèces : Senousse[10],[8], Drageline[8], Poule-grasse[2],[8] et au Canada : Poulette grasse[9] ou encore Chou gras[11],[9], mais aussi Blé-blanc[réf. souhaitée], Herbe aux vendangeurs[réf. souhaitée] ou encore Dame (en Champagne)[réf. souhaitée], et aussi Farinouse ou Chou-farinou en Auvergne (de l'occitan farinosa et chaul farinós), Bonnette en Suisse Romande, etc.
- À la Réunion, il est appelé brède Madame.
- En Inde, on le nomme Fat Hen, Lamb's-quarters, Pigweed (anglais), mais aussi Bathua (Hindi), Vastukah (Sanskrit), Paruppukkirai (Tamil), Chandanbethu (Bengali), Bathua (Oriya), Kaduoma (Kannada), Pappukura (Telugu), Vastuccira (Malayalam), Chakvit (Konkani).

## Description

### Appareil végétatif

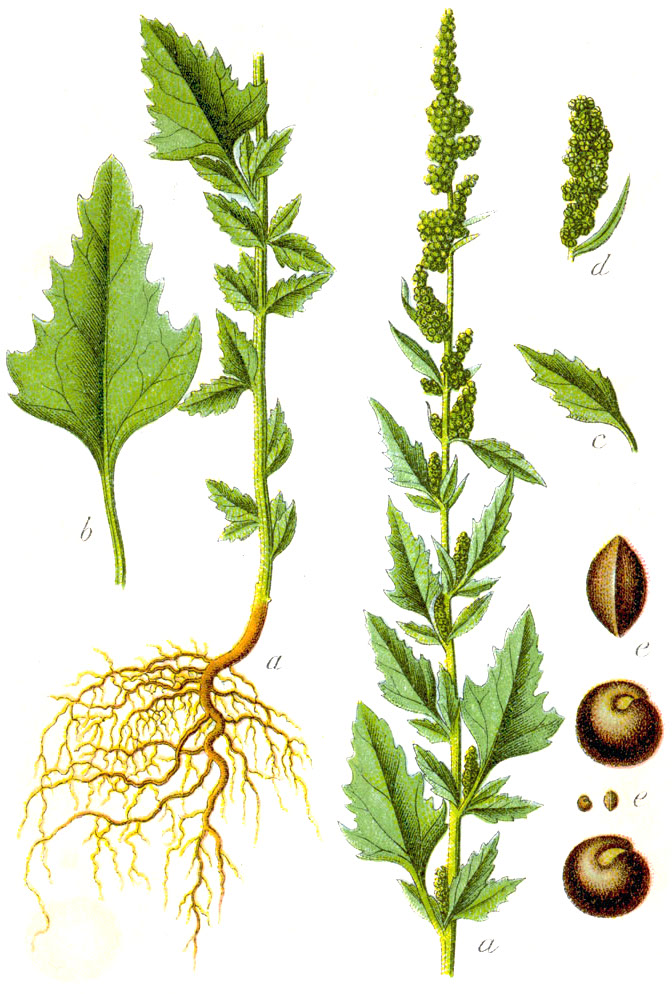
Planche botanique.

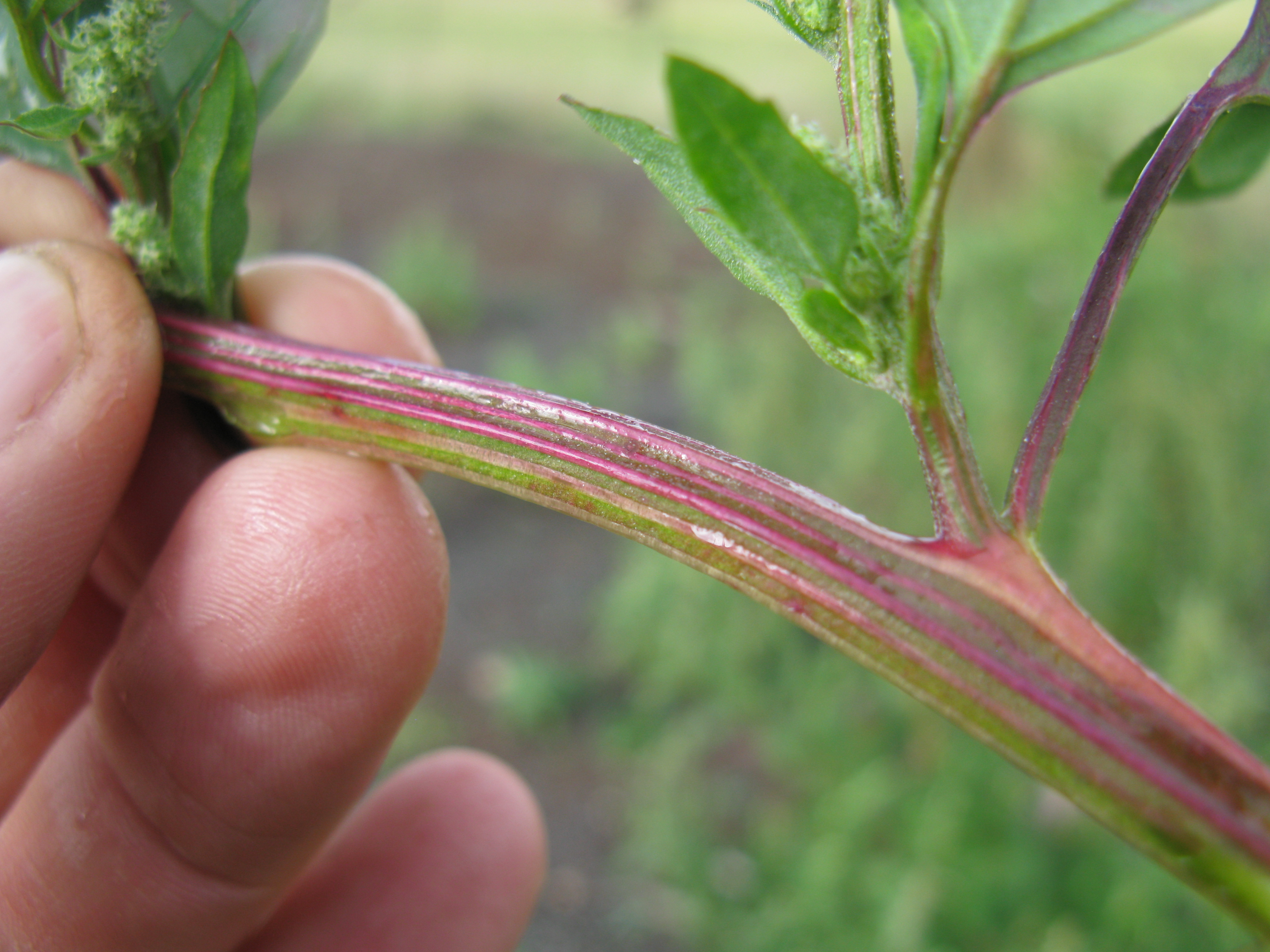
Tige (pleine, dure, cannelée et à section anguleuse, glabre et parfois farineuse), parfois rougeâtre.

Plantule : les cotylédons sont elliptiques, à sommet arrondi en massue, allongés, fins et opposés avec les faces inférieures rouge violacé, plus ou moins pétiolés. Les premières feuilles sont simples, opposées, ovales à triangulaires, irrégulièrement dentées. La tige est rougeâtre à la base.
La tige mature est pleine, dure, cannelée/striée et à section anguleuse, ramifiée et dressée. Elle est glabre et parfois farineuse. La plante s'élève jusqu'à 30 cm à 2 m de haut, voire exceptionnellement 2,5 m (sa taille est maximale sur des sols fertiles, dystrophes et lourds) ; la tige est vert clair à vert foncé et se teinte parfois de violet ou de rouge en fin d'été.
Les racines sont de type dendritique avec en général une racine centrale nettement plus épaisse, elles sont plus ou moins traçantes et superficielles, selon le type de sol, et peuvent s'étaler autour de la tige jusqu'à plus d'un mètre.
Les feuilles sont plus longues que larges. Les feuilles basses sont alternes, rhombiques à ovales, devenant elliptiques à linéaires (lancéolées) quand on remonte vers le haut de la tige. 
Le limbe mesure jusqu'à 10 cm de long. Leur bord est ondulé à profondément denté avec un sommet pointu ; leur couleur est vert clair (blanc-argentée sur la face inférieure). 
Elles ont un aspect et une consistance plus ou moins farineuses, surtout sur la face inférieure. La poudre blanc-argenté (pruine) qui couvre la face intérieure des feuilles donne au toucher une sensation d'humidité caractéristique, qui est propre à certains chénopodes. Cet aspect « pruineux » est dû à la présence de minuscules poils globuleux blanchâtres modifiés et gonflés qui sont sessiles (c'est-à-dire se détachant facilement) ; ce sont des glandes aquifères ayant la forme de microbilles, pourvoyeuses d’eau en situation de sécheresse ; ils constituent l'un des critères de reconnaissance des chénopodes).

### Appareil reproducteur
Les fleurs apparaissant de juin à octobre, petites (2 à 3 mm), bisexuées, vertes à blanchâtres parfois légèrement teintées de rose, dépourvues de pétales, elles sont réunies en glomérules disposés en panicules qui se superposent les uns les autres le long du haut de la tige. Ils présentent parfois aussi un aspect farineux. Le périanthe comporte cinq tépales enserrant un utricule globuleux. Elles portent cinq étamines et un style divisé en deux parties.
Le fruit est un akène contenant chacun une graine petite (1,5 mm en moyenne), lisse, noire et luisante pour la plupart mais on trouve aussi des graines brunes lisses, brunes réticulées et noires réticulées). Les graines restent souvent enveloppée dans l'enveloppe (péricarpe) beige-claire de l'akène. Un pied produit de 30 000 à 70 000 graines par plant selon l'IRIIS et jusqu'à 100 000 selon M. Chauvet (2018) et pouvant survivre 30 à 50 ans dans la banque de graines du sol. La plante produit deux types de graines : à enveloppe dure (dormantes) et à enveloppe souple pouvant germer dès qu'elles sont en contact avec un substrat humide.

## Confusions possibles
L'espèce peut être confondue avec :
- le chénopode des murs (Chenopodiastrum murale, anciennement Chenopodium murale)
- le chénopode hybride (Chenopodium hybridum) ;
- le chénopode rouge (Chenopodium rubrum) ;
- le chénopode à feuilles de figuier (Chenopodium ficifolium dont les feuilles sont plus allongée et présentent 2 lobes à leur base) ;
- l'arroche étalée (Atriplex patula, dont la tige se ramifie dès la base et dont les feuilles sont plus triangulaire, hastées à la base ; en outre l'inflorescence est en épi et ses fleurs femelles sont entourées de bractéoles triangulaires à base hastée. 
Le chénopode blanc peut aussi être confondu avec des arroches dont il ne se distingue que par les deux ou quatre premières feuilles qui sont en paires opposées ;
- le quinoa (Chenopodium quinoa, de la famille des Amaranthaceae selon la classification phylogénétique ou classé parmi les Chenopodiaceae selon la classification de Cronquist). Il évoque l'épazote (Chenopodium ambrosioides ou Herba sancti mariae), toxique (notamment au niveau des graines et de l’huile qu'on en tire), mais l'épazote a une odeur de citronnelle que n’ont pas les autres chénopodes.

L’aspect farineux de toutes ces plantes est moins marqué que chez le chénopode blanc.

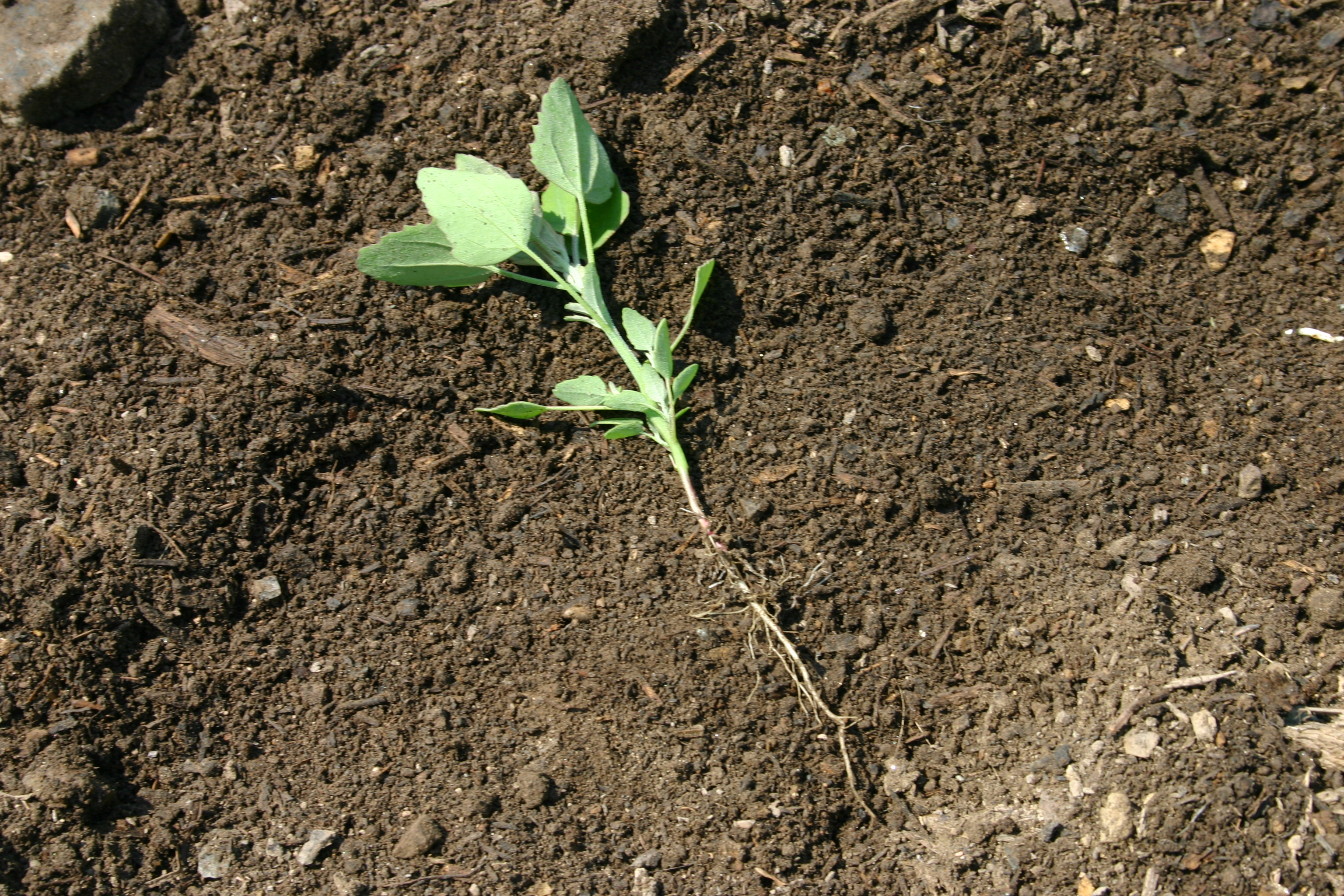
Jeune pousse.
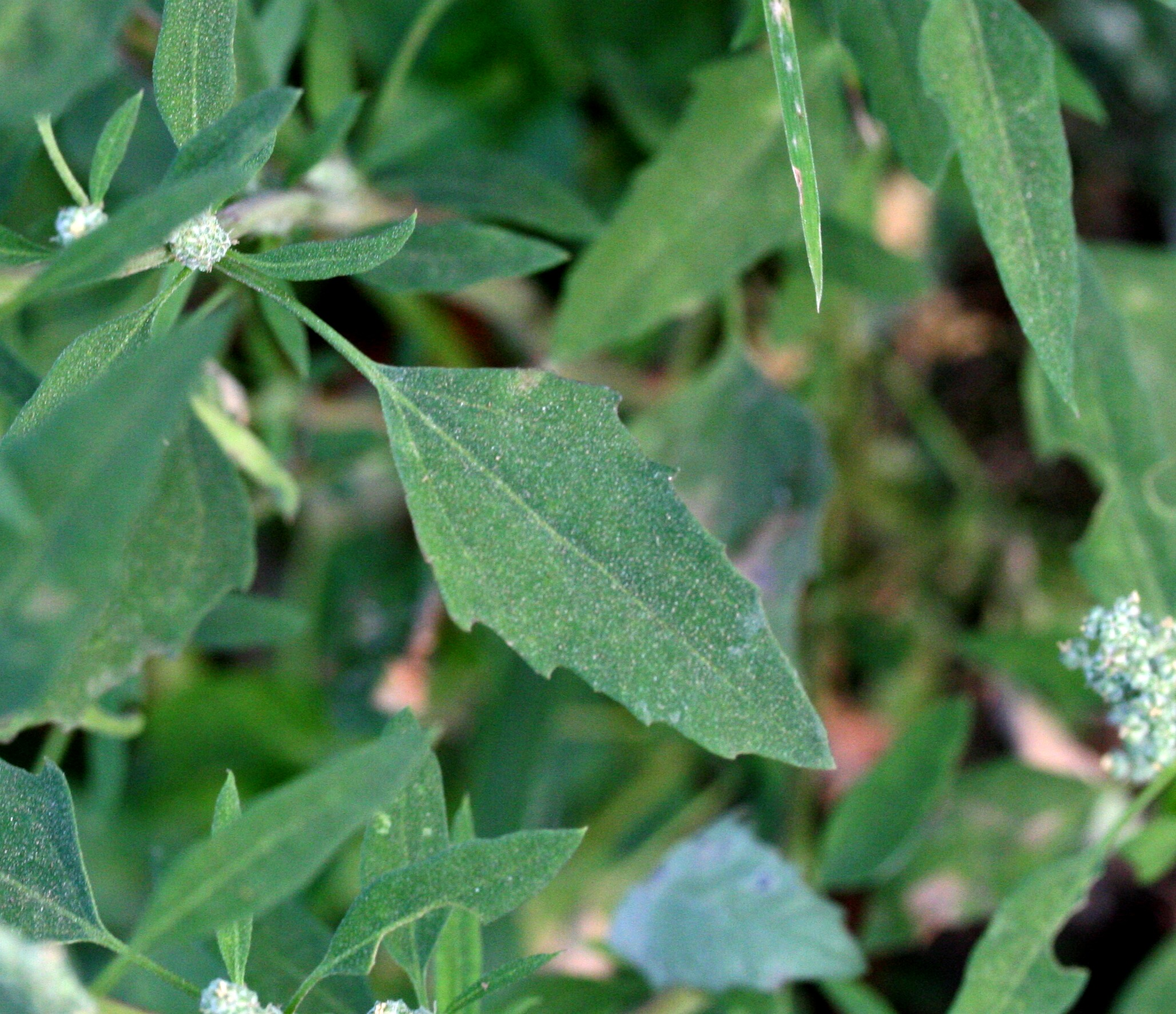
Feuille.
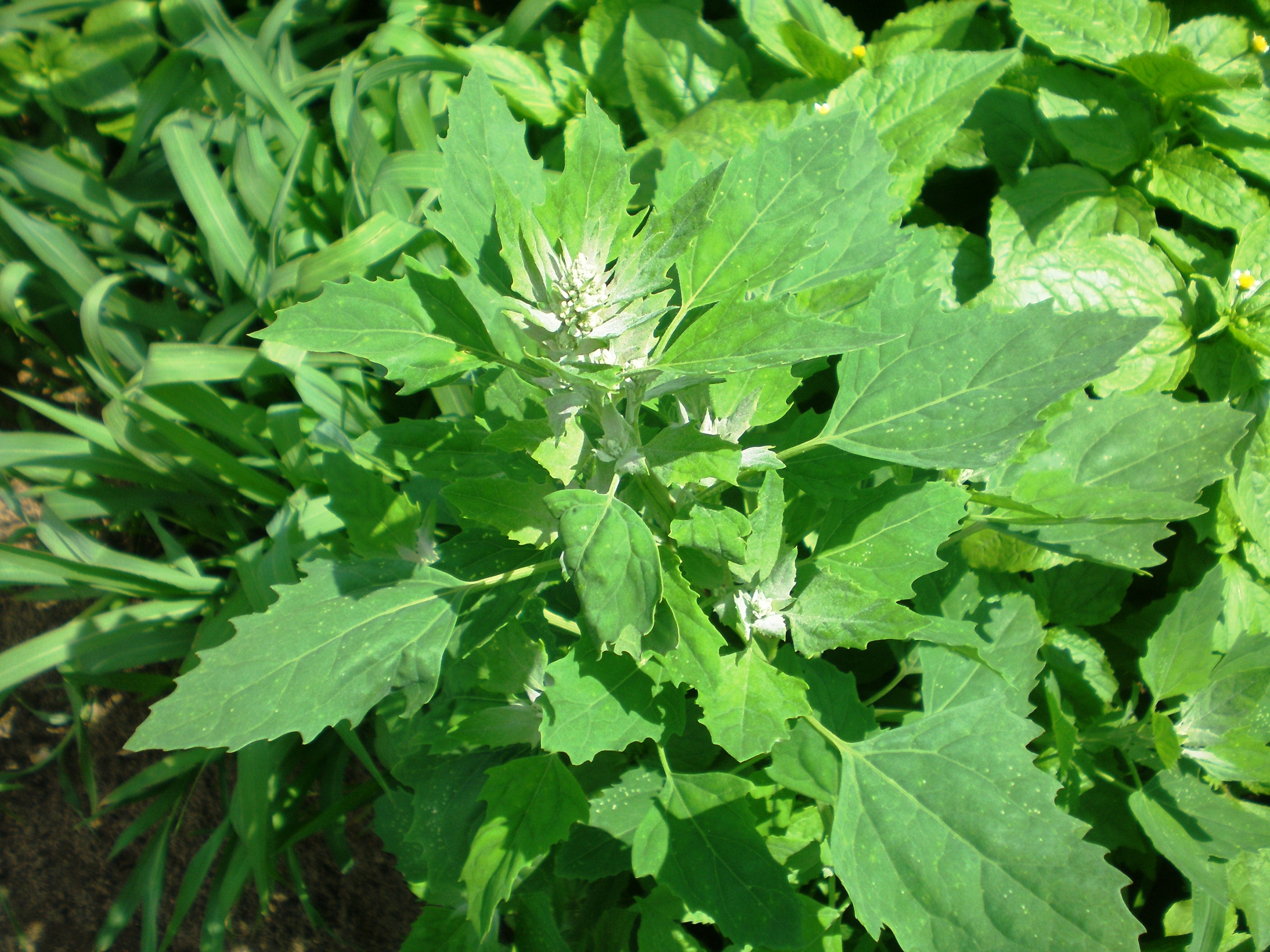
Feuillage.
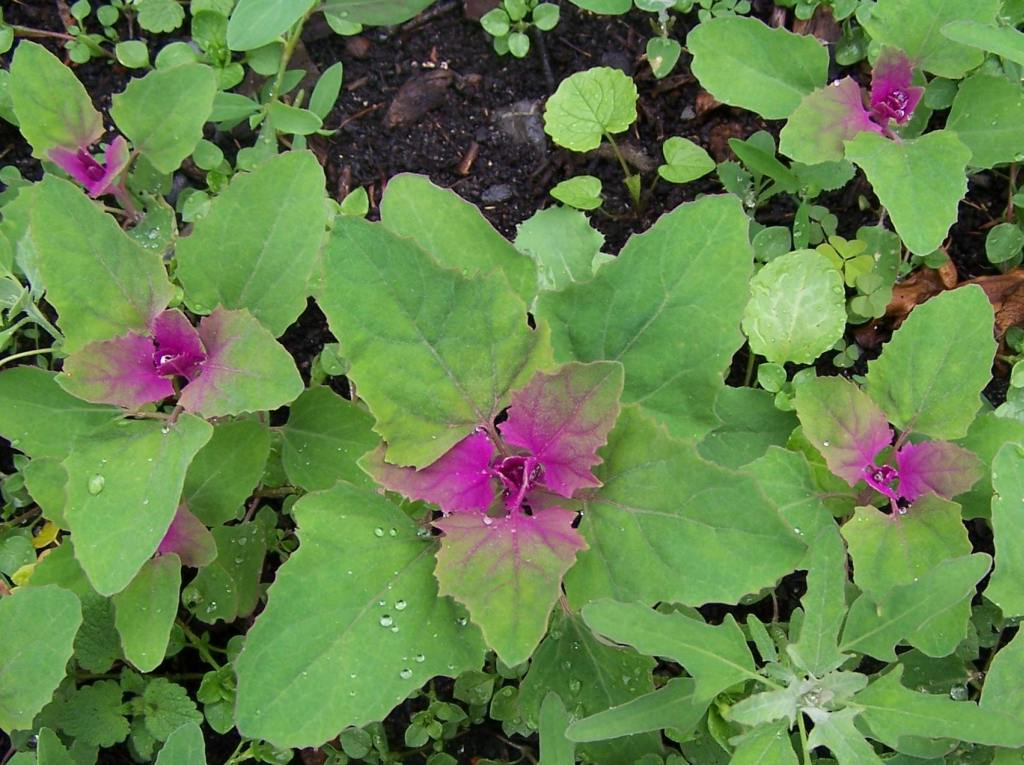
Chenopodium album 'Magenta'.
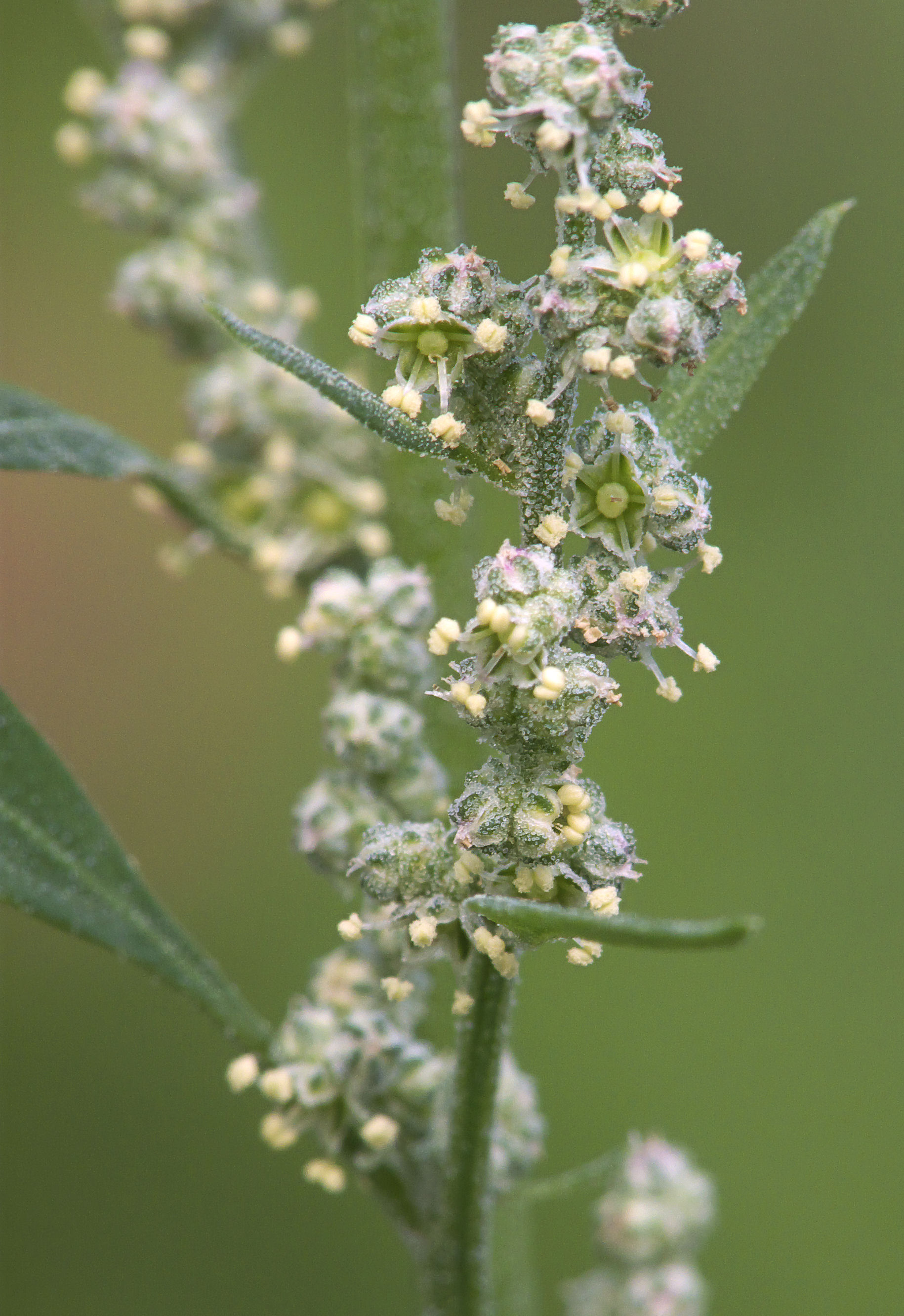
Détail d'inflorescence.
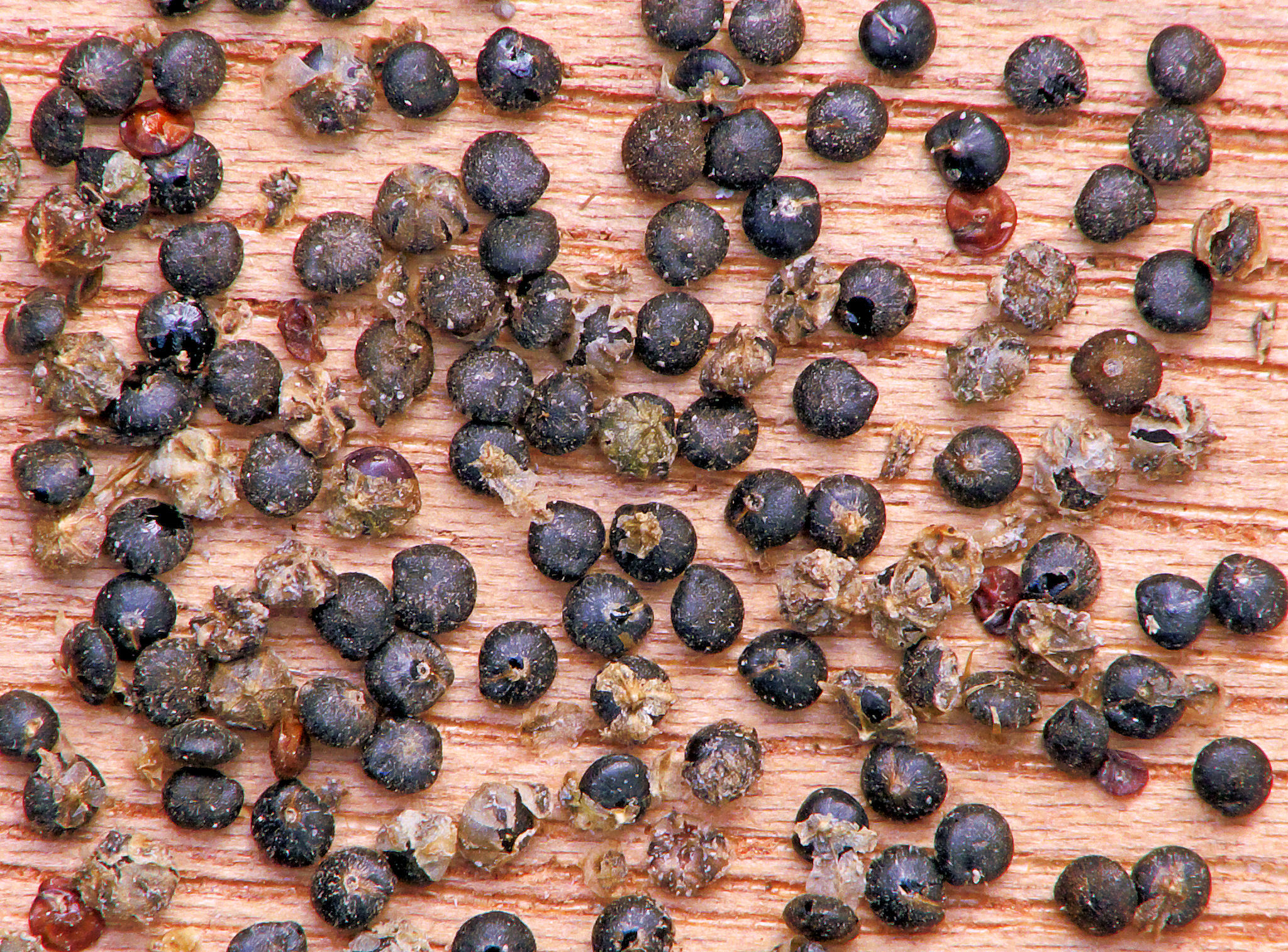
Graines (comestibles et nutritives)[16].

## Reproduction, dispersion
La reproduction ne passe que par les graines, qui semblent principalement transportées par l’eau, des fourmis ou des oiseaux (mais aussi par les engins agricoles). La graine ne germe qu'en surface (de mars à juin, voire jusqu’à septembre en zone tempérée), mais elle peut survivre plusieurs décennies en profondeur.

## Habitats
Dans la nature sauvage ce chénopode a comme biotope primaire les ripisylves et sols riches de bras morts de cours d'eau de grandes vallées alluviales, les lisières forestières nitrophiles.
En milieux anthropisés, cette plante en C4 se comporte en rudérale non spécialisée : elle prospère localement dans les sols eutrophes à dystrophes (riches à trop riches en azote), et notamment sur les sols de cultures amendées et fumées, labourés et bien drainés de grandes cultures, de maraîchage ou sur les tas de fumier ou de compost ou à proximité. On la retrouve aussi dans les Vignes et vergers, Jardins, sur les talus et bords de chemins et axes de transports, les terrains vagues, dans presque toutes les zones habitées du monde, sur tous types de sols et sur une large gamme de valeurs de pH,,.

## Histoire
Cultivé, mangé et utilisé comme plante médicinale dans certaines régions du monde, et ailleurs encore considéré comme mauvaise herbe, le chénopode blanc sauvage a été cueilli et consommé dès la Préhistoire ; il a été un aliment de secours pendant les disettes jusqu'au XIXe siècle, et il est encore utilisé comme plante sauvage comestible (voir plus bas).
Depuis les années 1990, en raison de sa facilité de culture, et au vu des études récentes montrant son intérêt en tant que plante médicinale, que plante potentiellement nutraceutique, et en tant qu'aliment de qualité, il suscite un regain d'intérêt en tant que graine, et en tant que légume car il compte parmi les légumes qui sont l'une des « sources les moins chères et les plus facilement disponibles de vitamines, minéraux, fibres et acides aminés essentiels en particulier ».
Sa valeur nutritionnelle varie probablement selon les souches, les conditions et les zones de culture dans le monde, dans une proportion encore mal connue. En Europe, selon une étude polonaise publiée en 2011, les graines de ce chénopode sont très riches en acides aminés (lysine notamment), mais moins que les graines de quinoa.

## Utilisation
Le chénopode est une plante nutritive et médicinale importante.

### Dans l'alimentation humaine

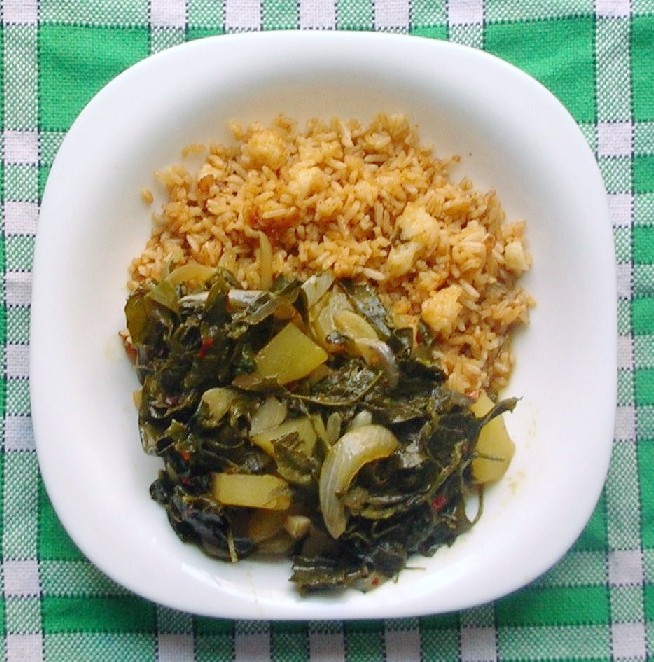
Riz avec curry de feuilles de Chénopode blanc, oignons et pommes de terre.

Les feuilles fraîches et la tige sont très nutritives. Pande et Pathak montraient en 2010 qu'elles sont une bonne source d'acides aminés (leucine, isoleucine, mais surtout lysine, lysine qui est un acide aminé essentiel utilisé en nutrition animale et humaine pour équilibrer les régimes alimentaires ou encore comme antiviral pour le traitement de l'herpès et du zona chez l'Humain). Également riches en minéraux et oligoéléments, elles sont aussi une bonne source de protéines, lipides et fibres, vitamines (vitamine C notamment) et fer biodisponible. Les feuilles vertes sont particulièrement riches en calcium,, en vitamine C et en caroténoïdes, ainsi qu'en fer (plus que dans les feuilles d'épinard et de chou, mais moins que dans celles de l'amarante).
Chenopodium album fait l'objet d'une culture vivrière ancienne et importante dans les pays tropicaux et subtropicaux où (en Inde et en Afrique notamment). Dans le contexte du réchauffement climatique et de la sous-alimentation, il connait aujourd'hui un regain d'intérêt comme ressource alimentaire précieuse en raison de ses qualités gustatives et alimentaires, de sa facilité de culture dans divers types de sol, et de son potentiel agricole en zone de stress cultural (stress hydrique et salin), altitude (on trouve des souches sauvages jusqu'à 4 700 m), canicules et froid).
Les parties les plus souvent consommées sont la feuille, l'extrémité de tige, la jeune pousse entière.
Le chénopode est généralement cuit à la manière de l'épinard (proche cousin). Les feuilles sont très riches en protéines, en vitamine A (11600 UI/100g) et en vitamine C, ainsi qu'en calcium. Manger le feuillage cru est déconseillé, d'une part en raison de sa texture farineuse et surtout en raison de sa teneur en saponines, des molécules qui sont généralement un facteur antinutritionnel (le Chénopode blanc contient 3 saponines dont l'une est un seco-glycoside analogue à des composés antérieurement connus chez des Caryophyllales (qui sont également souvent des plantes rudérales nitrophiles), nitrates et acide oxalique, même après un lavage à grande eau. Selon la provenance de la plante, son taux d'acide oxalique varie de 360 à 2 000 mg/100 g, d'après Guil et al. (1996).
- La cuisson ne détruit que peu les saponines (mais la fermentation lactique les détruit en activant les phytases endogènes de la plante) ;
- Le trempage des graines active également ces phytases endogènes ;
- La cuisson ne détruit pas les oxalates. On recommandait donc par précaution aux malades rénaux, hépatiques, arthritiques ou lithiasiques d'éviter le Chénopode. Cependant des usages médicinaux traditionnels anciens retrouvés dans divers pays (en Asie principalement), ainsi que des études récentes (2016, 2017…), en laboratoire et sur le modèle animal, ont montré qu'au contraire et paradoxalement cette plante est un remède et peut avoir une utilisation préventive contre la lithiase urinaire (calculs rénaux ou urinaires)[32],[33].

Le chénopode blanc se congèle très bien juste blanchi. La graine, qui peut se conserver sèche, est aussi comestible,, cuite en gruau (à la manière de céréales ou avec des céréales, on classe d'ailleurs cette espèce parmi les pseudo-céréales), ou moulue en farine. Chenopodium album est l'une des deux espèces de Chénopode cultivé (en Asie surtout) pour ses graines, l'autre étant Chenopodium quinoa,, mais il est aussi cultivé ainsi que d'autres espèces proches comme légume.
Selon Amrita Poonia (2021), en raison de sa teneur en composés bioactifs et de ses activités pharmacologiques, Chenopodium album semble pouvoir devenir un aliment (légume) nutraceutique.

### Dans l'alimentation animale
Cette plante est spontanément consommée par le bétail et la volaille.
En pisciculture, une étude a testé durant 45 jours chez la carpe commune (Cyprinus carpio) une supplémentation à base de Chenopodium album (alcoolat|extrait méthanolique aqueux). Pour la plupart des dosages testés, la croissance des poissons a été améliorée, probablement par un bénéfice à la fois respiratoire et immunologique, combiné à une amélioration de l'activité des enzymes digestives.

### Usages médicinaux
Dans le monde et en Asie notamment, le chénopode blanc a des usages médicinaux anciens (dit « Bathua sag » en Hindi, c'est l'une des plantes précieuses de l'ayurveda qui l'utilise couramment contre « les douleurs pectorales, la toux, les douleurs abdominales, l'obstruction pulmonaire et les affections nerveuses », mais il est encore « abondamment utilisé comme aliment et en phytothérapie dans le monde ». On considère que son intérêt médicinal est principalement lié aux composés présents dans ses feuilles et dans ses graines (notamment riches en acides gras et en antioxydants). Par exemple, ses feuilles (cuites en général) traitent les troubles digestifs, les ulcères gastroduodénaux et certaines maladies du foie.
Plus précisément, on considère (en 2020) que ce chénopode a des effets :
- antiscorbutique (car riche en vitamine C)[20]
- antimicrobiens[3] (antibactérien notamment)x[40] ;
- antihelminthiques[3] (par exemple contre les vers ronds et les ankylostomes)[20] ;
- antioxydants[6],[3], dont pour la graine[39] ; l'activité antioxydante est notamment liée à la teneur de la plante en polyphénols (molécules à fort potentiel redox qui en fait des antioxydants naturels. Ces teneurs varient selon les parties de la plante, mais semble relativement comparable entre espèces de Chénopodes quand on les dose dans la même partie de la plante[41]. Les tiges et feuilles contiennent des quantités élevées de polyphénols libres (ex. : 3,36 mg/g DW mesurés en Pologne)[41] qui selon Nowak et al. (2016) pourraient intéresser l'industrie pharmaceutique et des compléments alimentaires[41]. Parmi les 4 Chénopodes les plus communs en Europe de l'Ouest, les extraits des parties aériennes de C. rubrum et C. urbicum avaient cependant un effet antioxydant encore meilleur que chez Chenopodium album[41].
- antidiarrhéiques[3] ;
- hépato-protecteurs[3] ;
- cicatrisants (efficacitée confirmée et expliquée en laboratoire sur des brûlures, sur le modèle animal)[42].

Des études pharmacologiques récentes (pharmacochimie et phytopharmacologie...) ont mis en évidence de nouvelles propriétés médicinales et de possibles nouveaux usages médicaux ou vétérinaires potentiels : 
- anti-inflammatoire : en 2010, une hydrodistillation de feuilles (hydrodistillées) de Chenopodium album récoltées au Niger a donné 0,64 % v/w d'huile essentielle. 60,1 % de son contenu était des composés aromatiques, dont le p-cymène (40,9 %), l'ascaridole (15,5 %), le pinane-2-ol (9,9 %), le α-pinène (7,0 %), le β-pinène (6,2 %) et le α-terpinéol (6,2 %)[44]. L'huile testée chez la souris contre un œdème de l'oreille induit par le 12-O-tétradécanoylphorbol-13-acétate (TPA)  s'est montrée fortement anti-inflammatoire[44]. Cette activité a été confirmée in vitro par une autre étude[45].
- activité contraceptive : Kumar et al. en 2007 ont montré qu'un extrait de graines de Chenopodium album pourrait fournir « un puissant agent d'immobilisation du sperme » (démontré à la fois in vitro et in vivo)[28] ;
- « amélioration » de la fonction sexuelle masculine (observée chez la souris mâles normale)[23] ;
- myorelaxant, antispasmolytique et analgésique (chez l'animal de laboratoire (lapin). L'effet d'extrait brut (et de ses fractions) a notamment été testé (2020) in vitro (sur muscle lisse intestinal de lapin). Un effet myorelaxant dose-dépendant apparait à 5 mg/ml, atteignant un maximum à 20 mg/ml. Les extraits par l'acétate d'éthyle et le chloroforme sont myorelaxant ; par le n-butanol ils ont un fort effet relaxant, alors que la fraction aqueuse a une effet contractile. L'extrait par le n-butanol est analgésique chez la souris à 500 mg/kg, effectif durant 30 à 210 minutes[46],[47].
- antipruritique[48]
- anti-prolifératif (anticancéreux) ? des extraits de feuilles et de graines de Chenopodium album et de 3 autres chénopodes (Chenopodium hybridum, Chenopodium rubrum et Chenopodium urbicum) ont été testés contre le carcinome pulmonaire humain A-549 et le carcinome ovarien TOV-112D ainsi que contre des lignées cellulaires de fibroblastes humains normaux. Bien que faiblement cytologique, les extraits de feuilles et de graines de Chenopodium album et C. hybridum ont montré un effet antiprolifératif significatif sur la lignée cellulaire TOV-112[41].

Les racines ne semblent pas avoir eu d'usage alimentaires ou médicinaux traditionnels importants, et n'ont dont pas fait l'objet de beaucoup de recherches. On y a découvert (en 1993) un nouvel amide phénolique (N-trans-féruloyl-4-O-méthyldopamine), qui a montré une activité d'attraction pour les zoospores d'Aphanomyces cochlioides (champignon connu pour infecter certains Chénopodes).

### Plante tinctoriale
Un colorant vert est obtenu à partir des jeunes pousses.

### Autres usages
- Les racines fraîches écrasées donnent un substitut de savon doux.
- Dans le domaine des nanotechnologies, un extrait aqueux de feuille de C. Alba a pu être utilisé avec succès comme « agent réducteur doux » ayant permis une biosynthèse facile et rapide de nanoparticules d'argent et d'or quasi sphériques (par cristallisation à partir de leurs solutions salines)[50] ;
- Bioindication :  quand et là où elle est densément présente et de grande taille, cette plante nitrophile et « caractéristique des libérations brutales d’azote » peut indiquer[12] :
  - un sol riche à excédentaire en matière organique d’origine animale mal compostées et/ou en nitrates ;
  - la présence de nitrites d'origine agricoles ou autre ;
  - une anaérobiose (source possible de dissociations du complexe argilo-humique avec libération d’aluminium, de fer ferrique et de nitrites ;
  - un travail des sols par temps trop sec.

## Phytoconstituants
En 2020, divers composés d'intérêt alimentaire, mais aussi d'intérêt pharmaceutiques sont identifiés dans cette plante, dont notamment :
- 3-hydroxy nonadécyl hénicosanoate[43] ;
- isolaricirésinol 4-O-β-D-glucopyranoside phytol[43] ;
- acide n-hexadécanoïque[43] ;
- 1-hexyl-2-nitrocyclohexane[43] ;
- ergosta-5[43] ;
- 24,28 dien-3-ol[43] ;
- 3β-hexatriacontane[43] ;
- 2H-pyrane[43] ;
- Tétrahydro 2-(7-heptadécynyloxy)[43] ;
- di-n-octyl phtalate[43] ;
- squalène[43] ;
- heptacosane[43] ;
- tétratétracontane[43] ;
- kaempférol 3-O-β-glucoside[43] ;
- kaempféritrine (= lespénéfril), composé flavonol (sous-groupe des flavonoïdes)[51] ;
- quercétine 3-O-xylosylglucoside[43] ;
- lupéol[43] ;
- β sitostérol[43] ;
- acide ascorbique[43] ;
- p-cymène (dans l'huile essentielle)[44] ;
- l'ascaridole (dans l'huile essentielle)[44] ;
- pinane-2-ol (dans l'huile essentielle)[44] ;
- α-pinène (dans l'huile essentielle)[44] ;
- β-pinène (dans l'huile essentielle)[44] ;
- α-terpinéol (dans l'huile essentielle)[44].

Un nouveau glycoside phénolique (baptisé chenoalbuside) a été découvert dans la graine de C. album (24).
Dans sa feuille (20) on connaissait déjà l'acide cinnamique l'acide sinapique, l'acide férulique et leurs dérivés ainsi que le méthyl férulate.
À propos des flavonoïdes : C. alba en contient (mais moins que dans Chenopodium ambrosoides).
En 2009, les Métabolites primaires (c'est-à-dire directement impliqué dans la croissance, le développement et la reproduction normale de la plante elle-même) identifiés dans C. alba étaient :
- Pentoses et méthylpentoses : ribosa[59] ;
- Acides aminés : acide glutamique[59], alanine[59], asparagine[59], lysine[59] ;
- Constituants non polaires : -n-tétradécane[60], n-pentadécane[60], n-hexadécane[60], n-heptadécane[60], 2,6-diméthylheptadécane[60] 2,6,10,14-tétraméthyl-heptadécane[60], n-octadécane[60], 2-méthyloctadécane[60], acide palmitique[60], palmitate de méthyle[60], palmitate d'éthyle[60], acide stéarique[60], stéarate de méthyle[60], acide linoléique[60],[61], linoléate de méthyle[60], linolénate de méthyle[60], acide oléique[61], n-eicosane[60], n-hénéicosane[60], 9Z, 12Z-octadécadiène-1-ol[60] , n-octacosane[60], n-octacosanal[62], acétate d'octacosanyle[62], n-nonacosane[60], n-pentatriacontane[60], n-tétracontane[60], n-hexadécanal[60], n-octadécanal[60], n-tritétracontane[60] ;

En 2020, au vu de ces constituants et de leurs propriétés, Choudhary Neeraj et ses collègues évoquent outre des effets déjà connus des médecines traditionnelles ou récemment démontrés, de potentiels effets d'antidiabétique, immunomodulateur, herbicide, larvicide, etc.) et ils se sont intéressés au caractère allergène (chez certains personés sensibles) ou à la toxicité aiguë de certains de ces phytoconstituants (flavonoïdes, alcaloïdes, saponine, caroténoïdes, amides, stérols, ecdystéroïdes, terpénoïdes et composés phénoliques).

## Récolte
- Pour la graine, la plante est récoltée à maturité (à une date variant selon les conditions édaphiques locales).
- Pour un usage en salade ou légume, la récolte se fait préférentiellement quand la plante est jeune.

Quand le chénopode blanc est à l'état de pousse, la plante peut être récoltée après le deuxième nœud, de manière à pouvoir récolter plus tard les ramifications (avant qu'elles ne soient matures, ou feuilles par feuilles), jusqu'au milieu de l'été ou parfois plus tard.
Dans les deux cas, il est recommandé d'éviter les sites et sols pollués, et donc les plantes et graines trouvées dans les zones exposées à des herbicides et autres pesticides (qui peuvent avoir contaminé les graines).

## Herbacée tantôt cultivée, tantôt indésirable

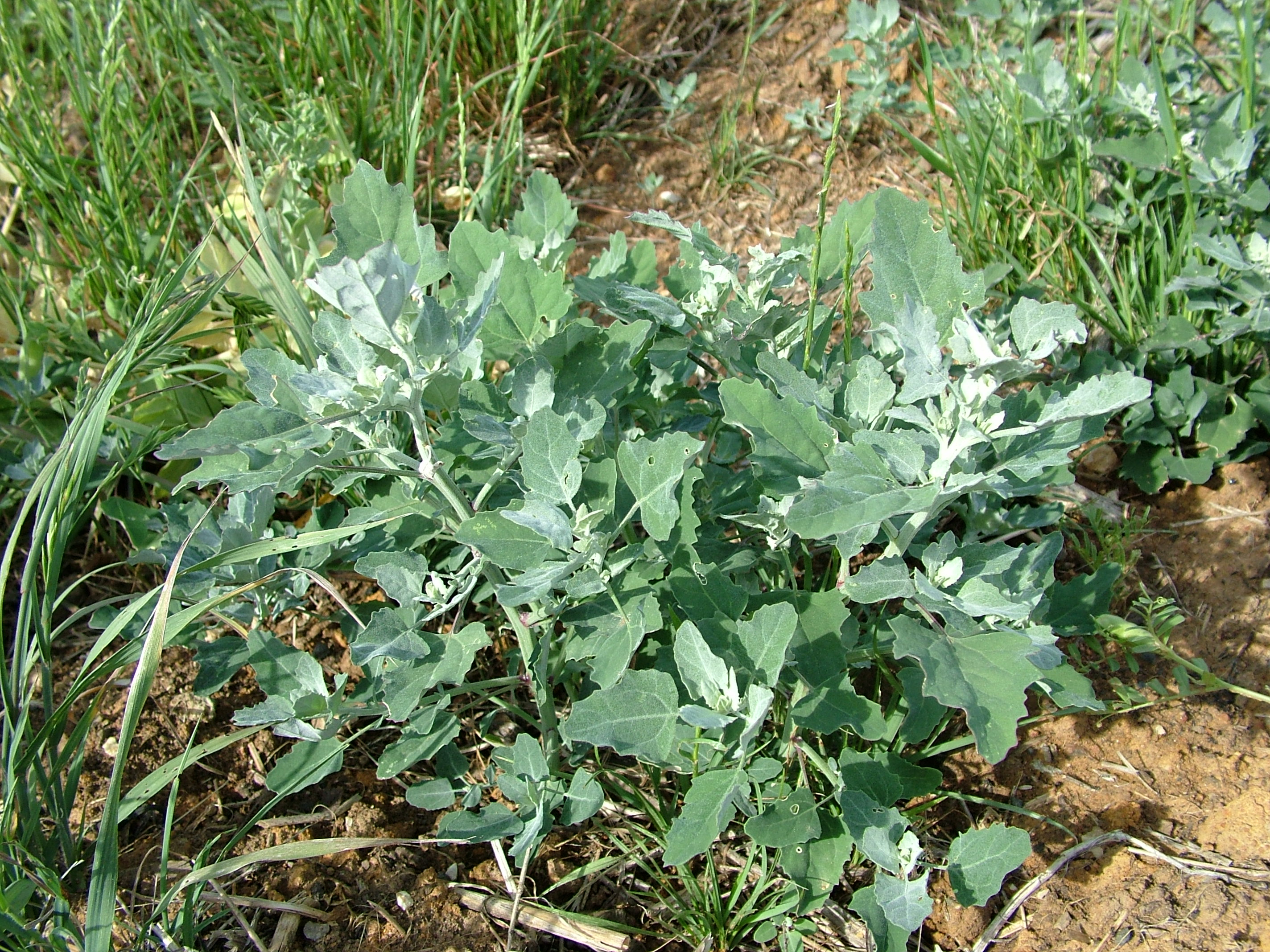
Jeune plante.

Le chénopode blanc est considéré comme l'une des adventices les plus répandues, responsable de pertes économiques parfois importantes en agriculture dans le monde entier, quand bien même elle est comestible, consommée depuis des millénaires, et que ses graines peuvent être cuites en céréales ou moulues en farine.
Cultivée dans de nombreux pays tropicaux où elle est très appréciée, cette plante a cependant été classée parmi les pires mauvaises herbes du monde. Cela s'explique par ses caractéristiques biologiques : sa capacité à coloniser de nouveaux habitats (pionnière) et à produire de grandes quantités de graines dont la viabilité s'étend sur plusieurs années, son potentiel allélopathique, a permis l'apparition de biotypes résistants aux herbicides et lui a donné une répartition cosmopolite.
Avec d'autres chénopodes, elle fait partie des plantes-réservoirs des pucerons verts du pécher qui transmettent le virus BYV provoquant la Jaunisse de la betterave.
Son pollen est allergène pour certaines personnes (asthmatiques…), est considéré comme contribuant aux allergies émergentes. Des recherches portent sur un vaccin contre cette allergie.

### Méthodes de lutte
Le désherbage était autrefois manuel. Aujourd'hui, là où la plante est devenue envahissante (au Canada par exemple), diverses méthodes sont utilisées : 
- recours à des semences « propres »,
- rotation culturale faisant alterner céréales d'hiver, plantes sarclées et prairies permanentes[17] ;
- ne pas épandre trop d’azote et de matière incomplètement compostée.
- fauches, car cette plante ne résiste pas aux tontes fréquentes[14].
- désherbage thermique (très efficace sur le cotylédon à quatre feuilles) ou mécanique (les outils de sarclage classiques sont efficaces) ;
- en grande culture, avant le stade deux feuilles, la herse étrille ou la houe rotative sont efficaces, sinon la herse sarcleuse ou la bineuse sont utilisées.

On recommande d'« éviter le renouvellement de la banque de semences dans le sol en entretenant les bords de champs et les allées, et en coupant les plants avant l'apparition des fleurs, car le chénopode blanc a une forte capacité à produire des graines. Nettoyer la machinerie agricole lors de la sortie d’un champ infesté puisque les petites graines restent facilement sur la machinerie ».
Les désherbants ont été très utilisés, mais ont favorisé l'apparition de résistances à des herbicides dans différents pays d'Europe ainsi qu'en Amérique du Nord et en Nouvelle-Zélande. Le faux semis oppose au chénopode des plantes concurrentes et réduit le stock de graines, mais deux ans sont souvent nécessaires pour traiter une zone qui a été très envahie l'année précédente.

## Classification
Cette espèce a été décrite pour la première fois en 1753 par le naturaliste suédois Carl von Linné (1707-1778).
Chenopodium album est classée dans la famille des Chenopodiaceae selon la classification classique, ou des Amaranthaceae selon la classification phylogénétique APG III.

### Liste des sous-espèces
Selon The Plant List (27 septembre 2015) :
- sous-espèce Chenopodium album subsp. iranicum Aellen
- variété Chenopodium album var. reticulatum (Aellen) Uotila